# Alexandria (Minnesota)
Alexandria város az USA Minnesota államában. Lakosainak száma 14 335 fő (2020. április 1.).

## Népesség
A település népességének változása:
| Lakosok száma | 12 415 | 11 070 | 14 335 |
|               | 2008   | 2010   | 2020   |